# Janina Conceição
Janina Déia Chagas da Conceição, född 25 oktober 1972 i Rio de Janeiro, är en brasiliansk före detta volleybollspelare.
Conceição blev olympisk bronsmedaljör i volleyboll vid sommarspelen 2000 i Sydney.

## Klubbar[2]
| Klubb                   | Land      | Från | Till |
| ----------------------- | --------- | ---- | ---- |
| Lufkin EC               | Brasilien | 1988 | 1990 |
| Armazém das Fábricas    | Brasilien | 1990 | 1991 |
| AA Rio Forte            | Brasilien | 1991 | 1994 |
| Tensor/Pinheiros        | Brasilien | 1994 | 1995 |
| Botafogo FR             | Brasilien | 1995 | 1996 |
| AA São Caetano          | Brasilien | 1996 | 1998 |
| Uniban/São Bernardo     | Brasilien | 1998 | 1999 |
| BCN/Osasco              | Brasilien | 1999 | 2002 |
| Metodo Infoplus Vicenza | Italien   | 2002 | 2003 |
| Oi/Campos               | Brasilien | 2003 | 2004 |
| Macaé Sports            | Brasilien | 2004 | 2005 |
| CR Flamengo             | Brasilien | 2006 | 2007 |